# 1612

## أحداث
- 8 سبتمبر: تأسيس مدينة ساو لويز وتقع حاليا في البرازيل.
- انتهاء أعمال بناء قلعة ناغويا.
- قراصنة إسبان يستولون على الخزانة الزيدانية في المحيط الأطلسي تعود للسلطان المغربي زيدان الناصر بن أحمد.

## مواليد
- ريتشارد كراشو
- ساسكيا فان يولنبرج
- مراد الرابع

## وفيات
- محمد هاشم سنجر الكاشاني